# San Giuseppe Vesuviano
San Giuseppe Vesuviano is een Italiaanse gemeente, onderdeel van de metropolitane stad Napels, wat voor 2015 nog de provincie Napels was (regio Campanië) en telt 29.836 inwoners (31-7-2022). De oppervlakte bedraagt 14,1 km², de bevolkingsdichtheid is 1654 inwoners per km².

## Geografie
De gemeente ligt op ongeveer 101 m boven zeeniveau.
San Giuseppe Vesuviano grenst aan de volgende gemeenten: Ottaviano, Striano, Somma Vesuviana, Palma Campania, Poggiomarino, San Gennaro Vesuviano, Terzigno.